# Гримальди, Адриано
Адриано Гримальди (нем. Adriano Grimaldi; 5 апреля 1991, Гёттинген, Нижняя Саксония, Германия) — немецкий и итальянский футболист, нападающий клуба «Падерборн 07».

## Карьера
На взрослом уровне начинал играть в 2008 году в составе клуба «Гёттинген 05» в немецкой Оберлиге (D5), но по ходу сезона перешёл в клуб Регионаллиги «Заксен». Летом 2009 года подписал контракт с клубом «Майнц 05», за который дебютировал в Бундеслиге 12 сентября того же года в матче с берлинской «Гертой», в котором вышел на замену на 70-й минуте вместо Андре Шюррле и отметился голевой передачей. Всего провёл в высшей лиге 6 матчей, но главным образом выступал за фарм-клуб «Майнца» в Региональной лиге. Сезон 2011/12 начал в дюссельдорфской «Фортуне», за которую сыграл 7 матчей и забил 1 гол во Второй Бундеслиге, но во второй части сезона был отдан в аренду в клуб Третьей лиги «Зандхаузен» и стал с ним победителем турнира. С 2012 по 2014 год выступал в другом клубе Третьей лиги «Оснабрюк». Затем отыграл два сезона за клуб «Хайденхайм» во Второй Бундеслиге. С 2016 года вновь вернулся в третий дивизион, где выступал за команды «Пройссен», «Мюнхен 1860» и «Юрдинген 05».

## Достижения
«Зандхаузен»
- Победитель Третьей лиги: 2011/2012

## Семья
У Адриано Гримальди большая семья. Его старший брат Никола (р. 1989) также был футболистом, но выйти на профессиональный уровень не смог. С 2018 года работает тренером. Другой брат Марко (род. 1983) был профессиональным баскетболистом. Также у Адриано была сестра, но 30 октября 2011 года она вместе с давним партнёром Марко погибла в автомобильной катастрофе.